# Anthé
Anthé (okzitanisch: Ante) ist eine Gemeinde mit 200 Einwohnern (Stand: 1. Januar 2022) in Frankreich im Département Lot-et-Garonne in der Region Nouvelle-Aquitaine (bis 2016: Aquitanien). Anthé gehört zum Arrondissement Villeneuve-sur-Lot und zum Kanton Le Fumélois.

## Geografie
Anthé liegt etwa 20 Kilometer ostsüdöstlich von Villeneuve-sur-Lot. Umgeben wird Anthé von den Nachbargemeinden Cazideroque im Norden und Nordwesten, Tournon-d’Agenais im Osten und Nordosten, Montaigu-de-Quercy im Süden und Südosten, Roquecor im Süden sowie Valeilles im Westen.

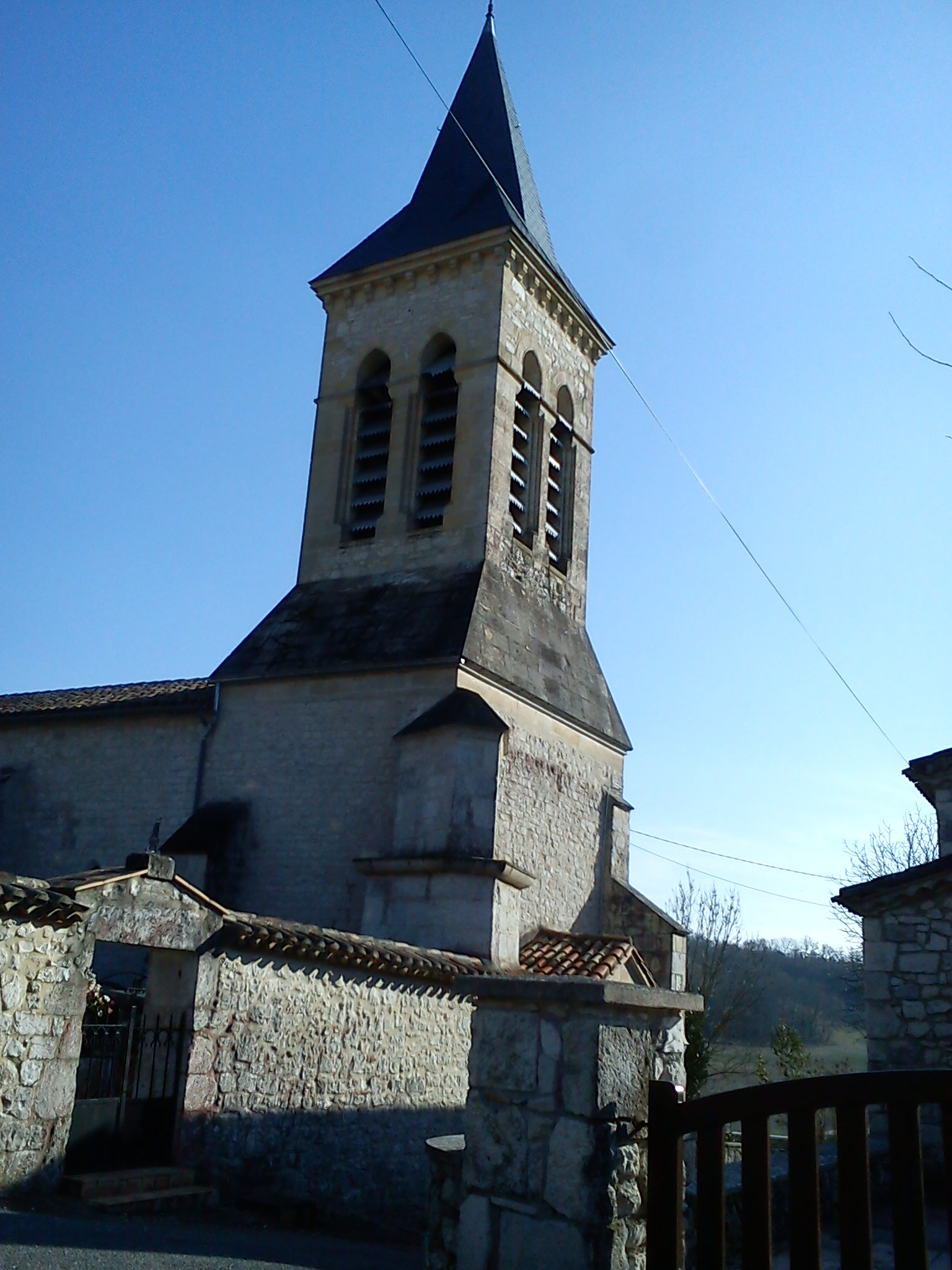
Kirche Saint-Pierre

## Bevölkerungsentwicklung
| 1962                       | 1968 | 1975 | 1982 | 1990 | 1999 | 2006 | 2018 |
| -------------------------- | ---- | ---- | ---- | ---- | ---- | ---- | ---- |
| 235                        | 235  | 203  | 218  | 202  | 208  | 215  | 200  |
| Quellen: Cassini und INSEE |      |      |      |      |      |      |      |

## Sehenswürdigkeiten
- Kirche Saint-Pierre aus dem 13./14. Jahrhundert